# Peyveste Hanımefendi
Peyveste Hanımefendi (10. května 1873 Picunda – 1943 Paříž), rodným jménem Rabia Emuhvari, byla desátou ženou osmanského sultána Abdulhamid II.

## Životopis
Rabia Emuhvari se narodila 10. května 1873 v Picundě (dnes v Gruzii, resp. odtržené Abcházii) do abchazského rodu Emuhvariů. Byla nejmladší dcerou prince Osmana Beje Emuhvariho a jeho ženy, princezny Hesny Hanim Çaabalurhva. Měla staršího bratra Ahmeda Beje a tři starší sestry: Edu Hanim, Nurhajat Hanim a Mahşeref Hanim. 
Měla zelené oči a dlouhé tmavě hnědé vlasy, které nestříhala celý svůj život.
V roce 1877, během rusko-turecké války (1877–1878), její rodina emigrovala do Caucasu v Istanbulu, kde byla Rabia odvedena do harému jako konkubína. Jako první sloužila Nazikedâ Kadınefendi (první ženě sultána Abdulhamida II.) a dostala své jméno Peyveste. Později se stala hlavní kalfou v sultánově harému. Nicméně, brzy si jí sultán Abdulhamid II. všiml a zalíbila se mu. Vzali se 24. ledna 1893 v paláci Yildiz (tehdy sultánova rezidence).
O rok později, po narození jejich společného syna, prince Abdurrahima Hayri Efendiho, nechal sultán Abdulhamid vybudovat malý palác pro jeho mladou ženu Peyveste. Nicméně, Peyveste se nedostala k postu sultánky, protože v roce 1896 se začal sultán zajímat o jinou mladou ženu, která se stala jeho novou oblíbenkyní. Brzy se z této ženy jménem Fatma Pesend Hanım Efendi stala sultánova 11. manželka. Peyveste se přestala o sultána zajímat, jelikož on o ni přestal jevit jakýkoliv zájem.
Během Mladoturecké revoluce v roce 1908 Peyveste emigrovala. O rok později se vrátila do Istanbulu.
V roce 1924 znovu emigrovala spolu se svým synem, nejdříve do Neapole a poté do Říma. Později se pak znovu přestěhovala a to do Paříže, kde také v roce 1943 zemřela. Je pohřbena na muslimském hřbitově Bobigny v Paříži.

## Děti
Se sultánem Abdulhamidem II. měla pouze jedno dítě:
- Şehzade Abdurrahim Hayri Efendi (14. srpna 1894, Konstantinopole – 1. června 1952, Paříž)